# Wilhelminalaan 30-32
Wilhelminalaan 30-32 is een gemeentelijk monument in de gemeente Soest in de provincie Utrecht.
De dubbele villa staat op de hoek van de Wilhelminalaan en de Hellingweg en werd gebouwd door de Baarnse aannemer M. Hornsveld.
De verdieping van het pand is wit bepleisterd. In het midden van de symmetrische voorgevel staan twee serres met bovenlichten van glas-in-lood. De balkons boven de serres hebben een balustrade. De deuren van de inpandige en rondbogige portieken hebben boven- en zijlichten. Tegen de beide zijgevels is een aanbouw gemaakt. Nummer 32 heeft een dakkapel en aan de achterzijde is een erker gebouwd.